# アブラアム＝ルイ・ブレゲ
アブラアム＝ルイ・ブレゲ（Abraham-Louis Breguet [a.bʁa.am lwi bʁe.ge]、1747年1月10日 - 1823年9月17日）は、スイス、ヌーシャテル生まれの時計師。時計の歴史を200年早めたとも云われる。ブルゲと表記されている場合もある。
フランスで時計の開発を行い、永久カレンダー、暗闇でも音で時を知らせるミニッツリピーター、重力の影響によりゼンマイ時計が狂うのを防ぐトゥールビヨン機構など、様々な革新的技術を生み出した。その他にも、「パラシュート」と呼ばれる耐衝撃装置、ブレゲヒゲと呼ばれる独特のカーブを持ったヒゲゼンマイなどにより時計の信頼性向上を図るなどの地味な発明や、ブレゲ数字（独特のインデックスの書体）、ブレゲ針（穴空き針）、ギョーシェ（文字盤の細やかなピラミッド状の装飾）といった高級時計に現在も用いられる意匠の考案にまで、彼の業績は及んでいる。一点ものではあったが、ブレスレット型の腕時計を制作したことでも知られる。
彼の創設した時計メーカー・ブレゲはパテック・フィリップ、ヴァシュロン・コンスタンタン、オーデマ・ピゲ、ランゲ・アンド・ゾーネとともに世界5大時計と呼ばれることもある。

## 略歴

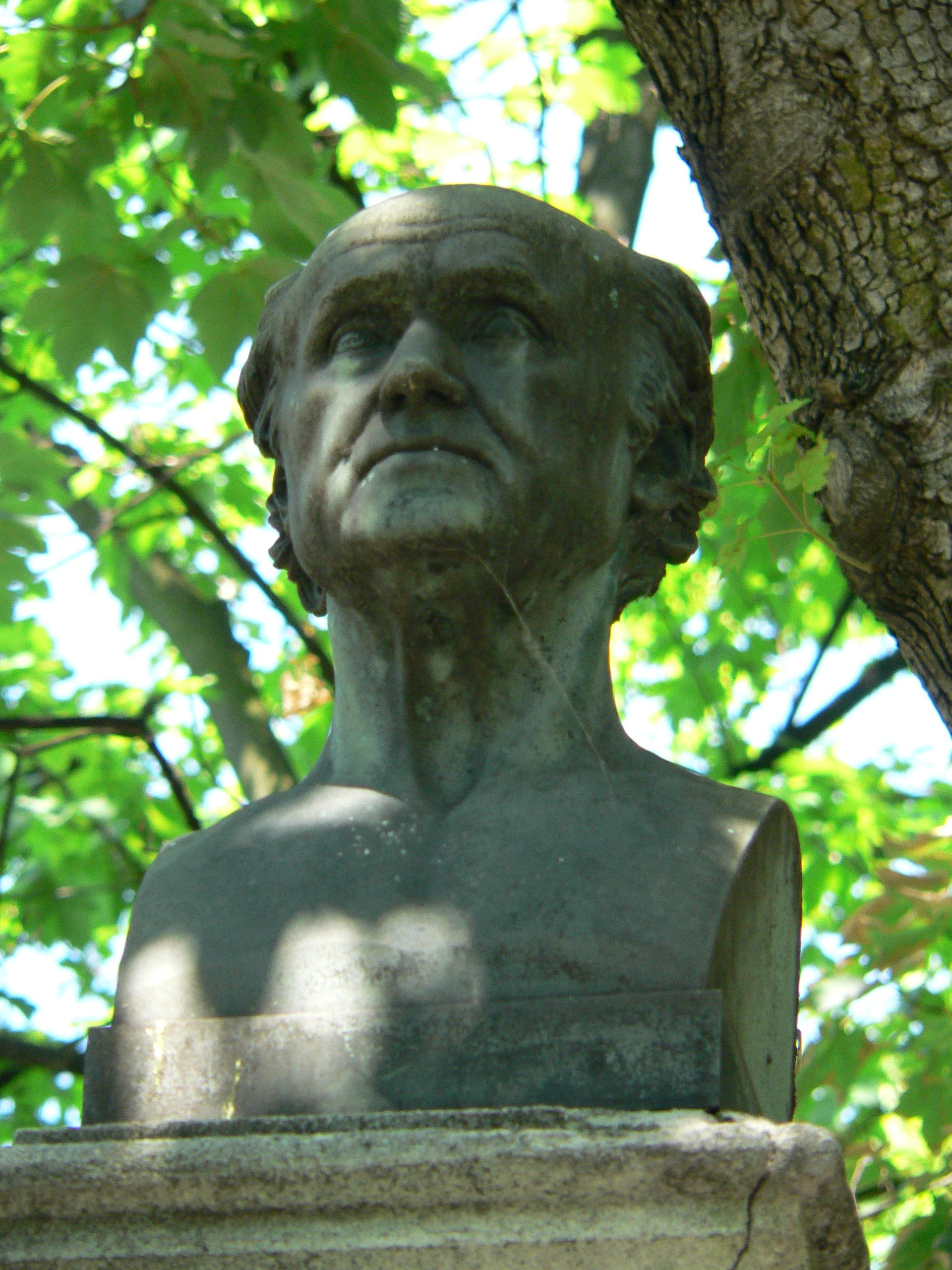
ペール・ラシェーズ墓地にあるブレゲの銅像

- 15歳でスイスからフランスに渡り、パリやヴェルサイユで時計職人の研鑽を積んでいた。
- 1775年 - 現在のパリ1区にあたるシテ島ロルロージュ河岸 (時計河岸, Quai de l'Horloge) 39番地に自身の時計工房(メゾンあるいはアトリエ)を開店したのが、現在のブレゲブランドの始まりになる。
- 彼の時計はナポレオン・ボナパルトやマリー・アントワネットなどの歴史的有名人が使用した。
- 1815年 - フランス海軍御用達の時計師となる。
- 1823年 - パリでその生涯を閉じ、ペール・ラシェーズ墓地に埋葬された。

## 発明
自動巻機構
1780年、ムーブメントに取り付けられた分銅が上下に振動することで、ゼンマイが自動的に巻上げられる機構を開発、「ペルペチュエル」と名付けた。初めてその自動巻機構を搭載した懐中時計は、オルレアン公爵に販売された。同時にこの時計は、ゼンマイの巻上量を文字盤上に表示するパワーリザーブ・インジケーター、そしてスモールセコンドが最初に考案されていた。

ミニッツ・リピーター用ゴング・スプリング
時刻を1時間、15分、1分単位で細分化して知らせる機構「ミニッツ・リピーター」で、ブレゲはそれまでリピーターに用いられていたトック方式（ハンマーがケースを直接叩く）に代わって、スティール製のワイヤ状のゴングをムーブメントの外周に沿って配置するという、現在のミニッツ・リピーターの原型となる画期的な方式を1783年に発明した。

ブレゲ針・ブレゲ数字
1783年当時、短く、太く、そして装飾が過度に施されていた針が主流であったなか、ブレゲは先端部にオープンワークが施された斬新なデザインの針を考案した。このデザインは瞬く間に成功を収め、同時期に考案されたやや右に傾いた独特の書体を特徴とするアラビア数字「ブレゲ数字」とともに、「ブレゲ針」という名称は時計界の専門用語のひとつとなった。

ギヨシェ模様
1786年、素材に直線や曲線、あるいは破線を細かく格子状に刻む専用の旋盤による技法「ギヨシェ彫り」を考案した。美観を高めると同時に光の反射を防ぐ性質がダイヤルの視認性を向上させるため、これも今日の時計に広く用いられている。

パラシュート機構（耐衝撃吸収機構）
テンプの軸は極めて細いため、時計が外部からの強い衝撃を受けた時に軸は致命的な損傷を受けることになるが、それを防ぐために、テンプの耐衝撃を吸収する機構を1790年に発明し、「パラシュート」と名付けた。テンプの軸の先端を円錐にカットし、この形に合った受け皿状の部品でそれを支えるようにして、さらにそれらをバネを配した台に載せたもので、現代のインカブロック機構およびすべての耐衝撃機構の元祖となった。

ブレゲひげゼンマイ
1795年、ブレゲは、ゼンマイの巻きの最後の端を持ち上げ、より小さなカーブにすることで、ひげゼンマイが同心円状に展開することを可能にさせた。これにより時計の精度は高まり、テン輪の中心軸の摩耗速度もこれまでより緩やかになった。このブレゲひげゼンマイは、ブレゲ針・ブレゲ数字とともに時計界の専門用語のひとつとなり、すべての高級時計製造会社が採用し、現在もなお高精度のタイムピースに搭載されている。

パーペチュアルカレンダー
日付、曜日、12か月の名称を表示し、なおかつこれらのカレンダー表示が閏年の周期も計算に入れながら、特殊なカムを利用して自動的に修正される機構、パーペチュアルカレンダーを1795年に開発した。この複雑機構は現在でも多くの高級時計ブランドに採用されており、威信をかけた最上位モデルに搭載されている。

トゥールビヨン
「トゥールビヨン」脱進機とは、時計の姿勢差を可能な限り少なくするために、調速脱進機（テンプと脱進機）を「ケージ」（キャリッジ）と呼ばれる籠に収め、このケージを回転させる事によって姿勢差の偏りから生じる進み遅れの誤差をなくすように工夫した機構であり、1801年に発明された。

クイーン・オブ・ネイプルズ
1810年、ナポリ王妃カロリーヌ・ミュラのため、ブレゲは手首に着用することを目的とした歴史上初めての腕時計を考案した。極薄リピーターウォッチであり、そのフォルムは長方形で、温度計を備え、髪の毛とゴールドの細糸を縒り合わせたブレスレットに取付けられていた（現在は行方不明）。

スプリットセコンド・クロノグラフ
1820年、ブレゲはスプリット・タイム（中間タイム）や同時に動く2者間の秒差を正確に測ることのできる「二重秒針付き、観測用クロノメーター」を完成させ、現代のクロノグラフの先駆者となった。

## マリー・アントワネット

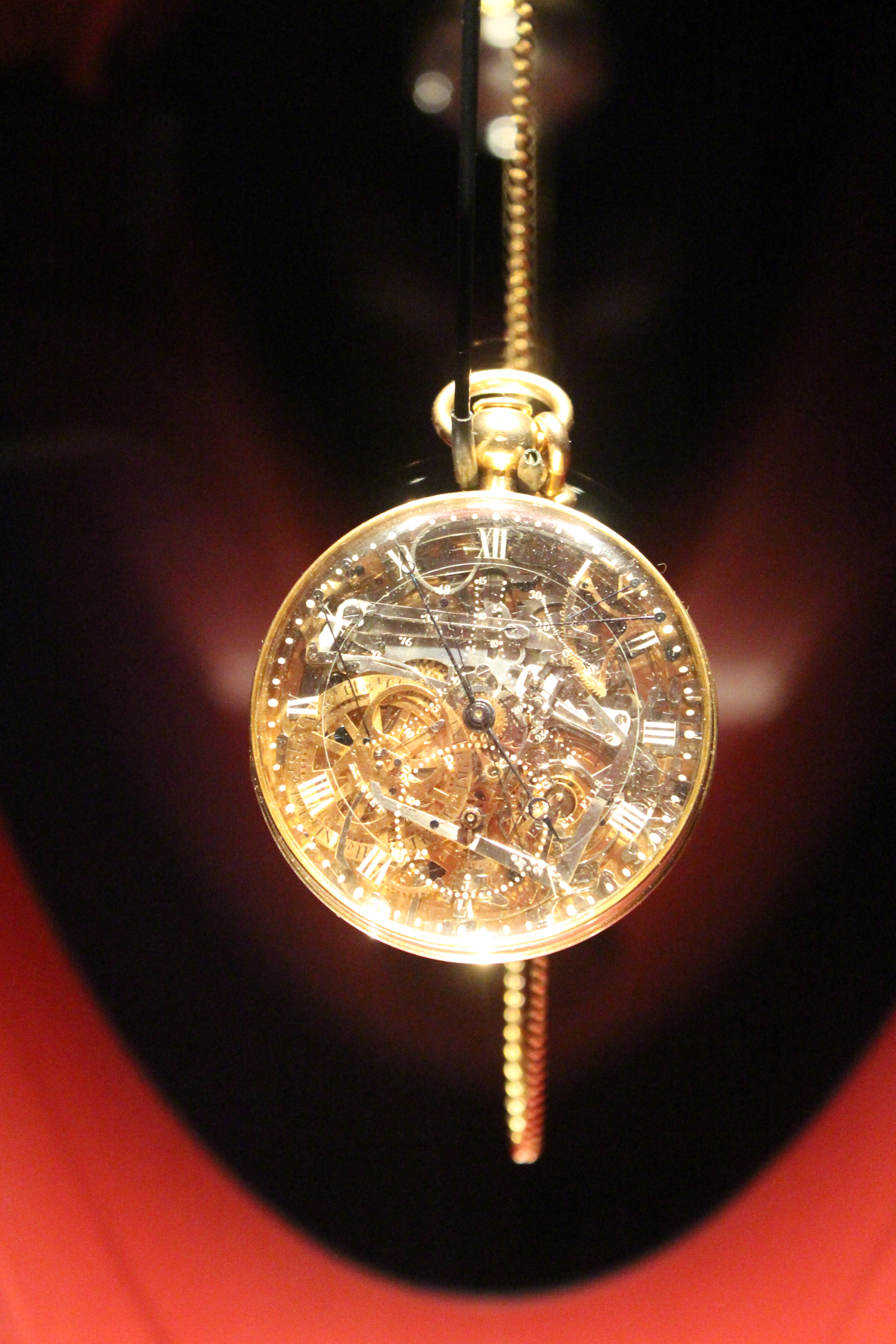
ブレゲNo.160「マリー・アントワネット」

1783年、ブレゲの顧客の一人であったフランス王妃マリー・アントワネットはブレゲに最高の時計を作るように命じた（一説には、彼女の愛人であったハンス・アクセル・フォン・フェルセンの発注であるとも言われる）。フランス革命によってマリー・アントワネットは処刑されたが、その後もこの時計の開発は続けられた。ブレゲの死後も弟子達がその仕事を受け継ぎ、1827年になってようやくこの時計は完成した。
こうして完成したのがブレゲNo.160「マリー・アントワネット」（Marie Antoinette ）と呼ばれる金色の懐中時計である。この時計には琺瑯文字盤とクリスタル製の透明な文字盤が交換のために用意されており、透明な場合は内部機構を楽しめるようになっている。その内部機構には依頼当時開発されていなかったトゥールビヨンを除くブレゲの開発した最新技術（自動巻き、永久カレンダー、リピーターなど）が採用されている。1983年にイスラエル・エルサレムのL・A・メイヤー記念イスラム美術館から盗まれ行方不明となっていたが、2007年11月11日に約25年ぶりに発見されてブレゲ社により本物と確認された。その後所有権をめぐって裁判が行われたが、現在はエルサレムに返還されている。
2008年のバーゼル・フェアで、ブレゲ本人や美術館が保管していたデッサンと、実際の写真などの技術的な情報を元に作られたレプリカNo.1160が出展され、前年に発見されたNo.160とともに展示された。出展されたレプリカは一点のみで、ブレゲ社からは現在のところ他のレプリカを作る予定も、販売する予定もない旨が発表されている。なおNo.1160の木製化粧箱は小トリアノン宮殿に生えていたマリー・アントワネットお気に入りのオークが使われており、彼女の部屋の床模様を模している。ブレゲ社は木の提供を受けて、小トリアノン宮殿と王妃の農村の修復事業に出資している。

## 製造した時計

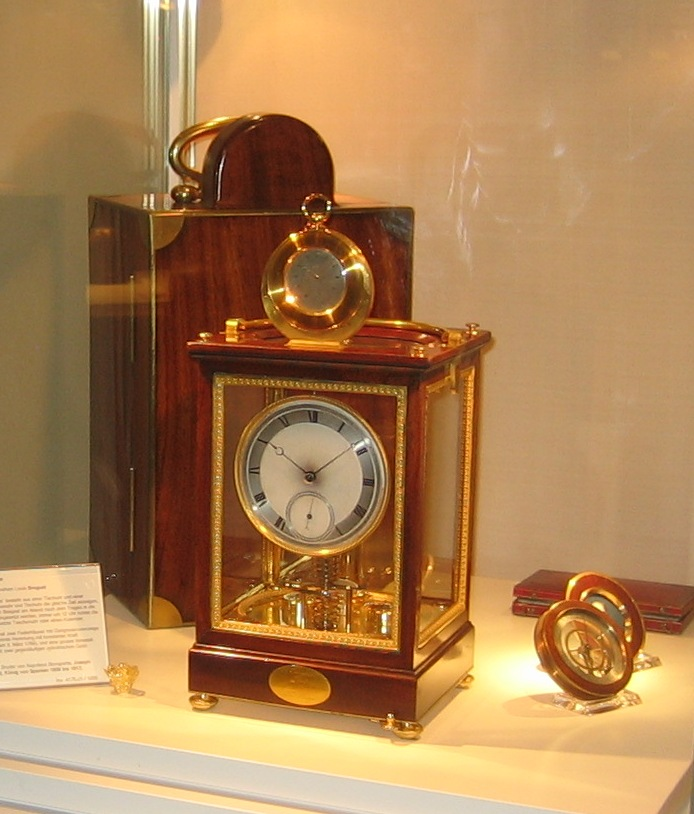
1795年頃に製作した置時計（チューリッヒ・バイヤー時計博物館所蔵）
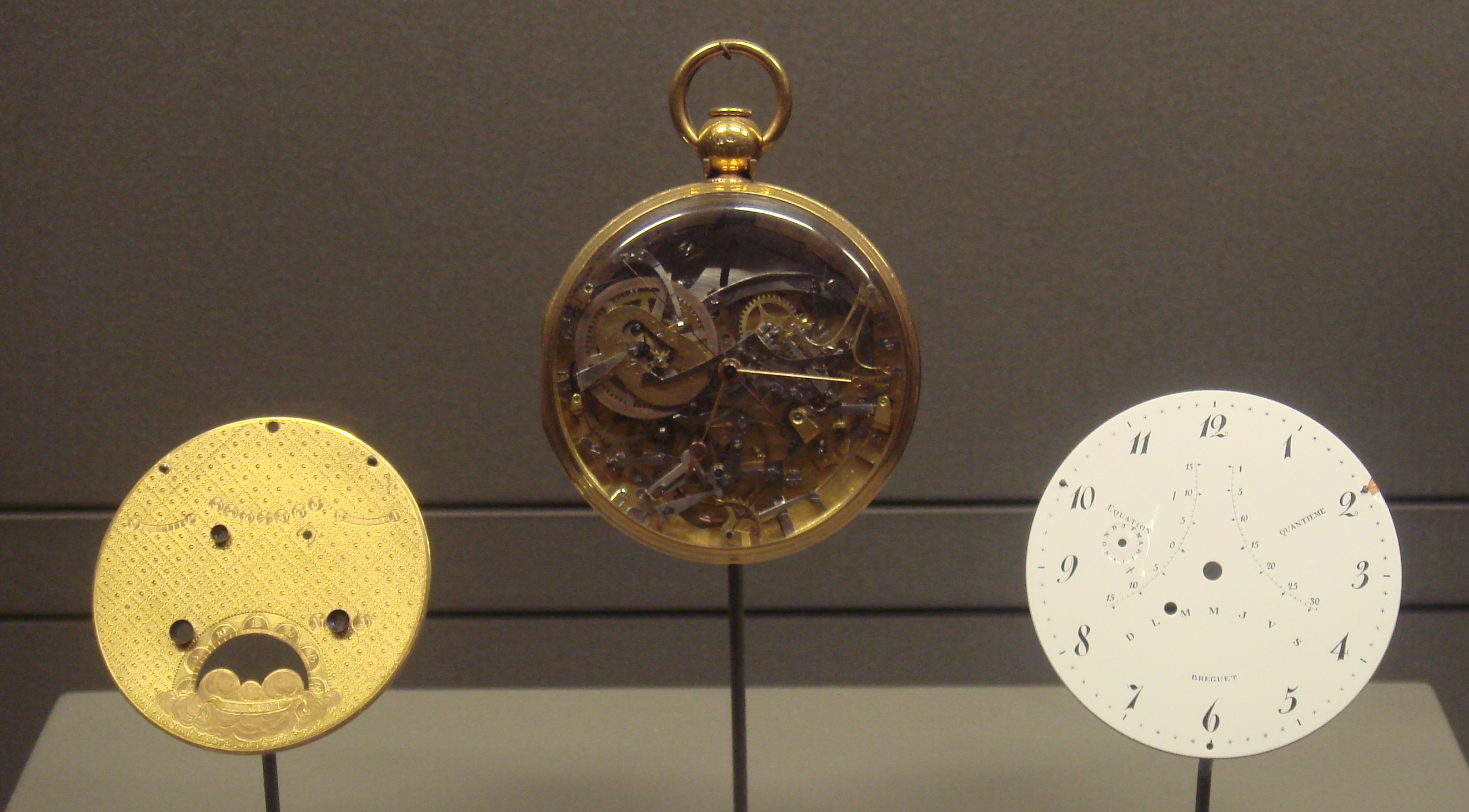
懐中時計 No.92（1785年制作、パリ工芸博物館所蔵）